# Óbuda (városrész)
Óbuda Budapest városrésze a III. kerületben. A jelenlegi városrész területe az egykori, Budával és Pesttel 1873-ban Budapest néven egyesített Óbuda városának csak egy kis részét foglalja magába.
Óbuda egyesítés előtti területe kiterjedt a mai III. kerületben található városrészek majdnem mindegyikére, kivéve Békásmegyert és Csillaghegyet, melyek Békásmegyer községet alkották, illetve Újlakot és Mátyáshegyet, melyek Budához tartoztak. A jelenlegi Óbuda városrész területe csak az egykori város 19. század végi belterületével egyezik meg.

## Fekvése
Határai: a Duna folyam a Nagyszombat utcáig – Nagyszombat utca – Bécsi út – Vörösvári út – Hévizi út – Bogdáni út a Duna folyamig.
A szomszédos városrészek északon Kaszásdűlő és Aquincum, keleten a Duna-ág túloldalán Óbudaisziget, délebbre a külön városrészt alkotó Margit-sziget. Délen Újlak, nyugaton pedig Óbuda hegyvidéke  található.

## Története
A rómaiak a mai Dunántúl területén kialakított Alsó-Pannonia tartományuk északkeleti központját, Aquincumot e térségben alakították ki. A katonai tábort Óbuda területén létesítették, míg a kapcsolódó polgári város ettől északra, Aquincum városrész területén volt. A katonai amfiteátrumot a honfoglalás után valószínűleg Árpád fejedelem vezértársa, Kurszán használta. Ezzel a szakirodalomban széles körben elterjedt véleménnyel szemben Kristó Gyula szerint a középkori Óbuda területén található Kurszán vára helynévnek semmi köze nincs a honfoglaló fejedelemhez, akit Kuszálnak vagy Kuszánésznek neveztek, hanem a középkorban a környéken birtokos Kurszán-Kartal nemzetség névadó ősét kell a név mögött keresnünk.
1189-ben az óbudai királyi curiában látta vendégül III. Béla király a keresztes hadjáratra vonuló I. (Barbarossa) Frigyes császárt.
A királynéi vár építését  vélhetően a 13. század második évtizedében kezdte meg II. András király. III. András 1290-ben itt tartotta az országgyűlést, amelynek következménye volt az óbudai program kiadása.
1343-ban I. (Nagy) Lajos az óbudai várat édesanyjának, Erzsébetnek adományozta. Vélhetően ez a lépés vezetett Óbuda 1355-ben történő kettéosztásához, mivel addig az óbudai káptalannak a király évente egy márka aranyat fizetett. A város felosztásakor született határjárás Óbuda középkori topográfiájának egyik legfontosabb forrása. A város északi része a káptalan birtokában maradt. A déli fele, óbudai királyi várral együtt Erzsébet anyakirályné, majd a mindenkori magyar királynék birtoka lett. A 14. század második felétől ismert városi pecséten vélhetően a királynéi vár és a Piast-ház sasa látható, amely Erzsébet szerepére utalt. A közeli Buda jelentőségének megnövekedése miatt Óbuda nem tudott országos jelentőségű várossá válni a késő középkorban.
A 14. század végén Zsigmond király egyetemet alapított a káptalani városrészben.
1526-ban a mohácsi csatában győztes oszmán-török sereg elfoglalta Budát. A sereg Óbuda közelében vert tábort, a várost felgyújtották. Buda 1529-es ostroma során ismét Óbuda közelében táborozott le az oszmán-török haderő, amely újra kifosztotta a várost. Véglegesen 1541-ben került török kézre Buda elfoglalásával együtt.
A város a török hódoltság alatt is – 1596–1606 és 1684–88 kivételével – folyamatosan lakott volt, azonban ettől kezdve nem városnak (civitas), hanem mezővárosnak (oppidum) vagy falunak (possessio) számított.
A települést 1659-től 1765-ig a Zichy család (1671-ig id. Zichy István, 1700-ig ifj. Zichy István, 1726-ig Zichy Péter, 1745-ig Bercsényi Zsuzsanna, 1758-ig Zichy Miklós, végül Berényi Erzsébet) birtokolta, ezt követően ismét a kamaráé lett.
A török uralom megszűnése utáni újratelepülés során a település számos barokk épülettel gazdagodott. Ekkor alakult ki a keskeny, kanyargós utcákból álló korabeli településszerkezet.
Az 1838-as árvízben a lakóházak több mint fele összedőlt, további 40%-uk pedig különböző mértékben sérült, viszont halálos áldozat nem volt. (Ez utóbbi talán annak köszönhető, hogy a piacokra járáshoz sok lakosnak volt csónakja.) Az ezt követő újjáépítés során a város központi részén fésűs helyett sorházas beépítés vált jellemzővé, és megjelentek az emeletes házak is.
Óbuda 1872-ig önálló mezőváros maradt (1849–1861 kivételével, amikor rendeleti úton Budához csatolták), ekkor az 1871-es községi törvény szabályai szerint rendezett tanácsú várossá alakult. 1872-ben a Budapestről szóló törvény egyesítette Budát, Pestet és Óbudát. A mai városrész határai nagyjából a beltelkek 19. század végi határait követik.
A városközpontban 1969-1984 között tartott a panelházas lakótelep felépítése, amely szinte teljesen megváltoztatta a Flórián tér környékének addigi jellemzően kisvárosias arculatát. Összesen 13 ezer lakás készült el. Az eredeti "földszintes" Óbudából a Fő tér és a Szentlélek tér, illetve a Korona tér környékén maradt meg néhány utcányi házsor, melyeket azóta felújítottak. A Flórián tér legismertebb épülete az 1973-1976 között felépült Flórián üzletközpont. A tér helyén korábban az Aquincumi római tábor bejárata volt. Az 1950-ben átadott és 1984-re kiszélesített Árpád híd felüljárói alatt, a gyalogos aluljáróban őrzi a római kori emlékeket a Fürdőmúzeum.

## Alternatív elméletek Ősbudáról
Az Árpád-kori Budának a mai Óbudával való azonosítása egyesek szerint nem bizonyított. Az elmélet követői szerint valahol a Pilisben található az igazi Óbuda, amelyet Ősbudának szoktak nevezni, megkülönböztetendő a mai Óbudától. Régészek és történészek ezt az elképzelést nem tartják megalapozottnak.

## Műemlékek, múzeumok
- Római katonai amfiteátrum
- Táborvárosi Múzeum
- Óbudai Múzeum
- Goldberger Textilipari Gyűjtemény
- Vasarely Múzeum
- Budapest Galéria – kiállítóház
- Budapest Galéria Varga Imre Gyűjteménye
- Kassák Lajos Emlékmúzeum
- Magyar Kereskedelmi és Vendéglátóipari Múzeum
- Zichy-kastély
- Goldberger Textilgyár
- Selyemgombolyító
- Hercules-villa
- Szent Péter és Pál-főplébánia-templom
- Óbudai református templom

## Híres emberek
- Itt született 1759-ben Österreicher Manes József orvos
- Itt született 1808-ban Finály Zsigmond orvos
- Itt született 1829-ben Harrer Pál polgármester
- Itt született 1902-ben Orován Egon fizikus, metallurgikus
- Itt született 1913-ban Földes Andor zongoraművész, zeneszerző
- Itt élt Fischer Ágoston hitoktató
- Itt élt Foerk Ernő építész
- Itt élt Gelléri Andor Endre író, novellista
- Itt élt Gruber Béla festő
- Itt élt Halász Gábor író, kritikus
- Itt élt Homoródi Lajos földmérő mérnök, geofizikus
- Itt élt Kállai Ernő művészettörténész, kritikus
- Itt élt Kassák Lajos író, költő, műfordító
- Itt élt Kerényi Grácia költő, műfordító
- Itt élt Kiss Károly költő, „Óbuda szerelmese”
- Itt élt Krúdy Gyula író
- Itt élt Merényi Gusztáv orvos vezérőrnagy
- Itt élt Peterdi Pál humorista, újságíró
- Itt élt Sinkovits Imre színművész
- Itt élt Sinkó László színművész
- Itt élt Tamkó Sirató Károly költő, műfordító
- Itt élt Tobak Tibor vadászpilóta
- Itt élt Ugray György szobrász
- Itt él Udvaros Dorottya színművész
- Itt él Zeffer András rockzenész (P. Mobil, Mobilmánia)

## Óbuda a művészetekben, irodalomban

### Zene
- Bilicsi Tivadar Jöjjön ki Óbudára című operettje Óbuda remek hangulatáról és vendéglátásáról tesz említést.